# International Race of Champions
L'International Race of Champions nota con l'acronimo IROC , era una serie di corse automobilistiche nordamericane, promossa come confronto tra campioni di diverse serie automobilistiche . Nonostante il nome, la IROC è stata associata principalmente alla cultura delle gare su circuiti ovali del Nord America, la sua attrattiva per piloti di serie internazionali come la Formula Uno è stata trascurabile, soprattutto nelle edizioni più recenti.

I piloti gareggiavano con auto Stock cars identiche preparate da un unico team di meccanici nel tentativo di rendere la gara un test di pura abilità di guida. La competizione era a invito e si svolgeva tra un piccolo gruppo di piloti (6-12).

La serie è stata creata nel 1972 da David Lockton, il gestore del Motor Speedway Ontario, ed è stata lanciata nel 1973 con Mark Donohue che sarà poi il primo pilota a vincere il campionato, nel 1974. In quell'anno le vetture utilizzate furono le Porsche Carrera RSR e la serie si costituì di quattro gare.

La serie non è stata corsa nel 1981, 1982 e 1983.
Nel 2007, per l'impossibilità di trovare uno sponsor furono dapprima rinviate le prime due gare, poi fu annullato il campionato sperando di tornare con uno sponsor nel 2008, ma nel marzo 2008, IROC ha messo all'asta le sue attrezzature ed è uscita dal mercato.

## Albo d'oro
| Stagione | Anno | Campione                          | Vettura             | Campionato d'origine  |
| -------- | ---- | --------------------------------- | ------------------- | --------------------- |
| I        | 1974 | Mark Donohue                      | Porsche Carrera RSR | SCCA (Can-Am)         |
| II       | 1975 | Bobby Unser                       | Chevrolet Camaro    | USAC (Indycar)        |
| III      | 1976 | A. J. Foyt                        | Chevrolet Camaro    | USAC (Indycar)        |
| IV       | 1977 | A. J. Foyt (2)                    | Chevrolet Camaro    | USAC (Indycar)        |
| V        | 1978 | Al Unser                          | Chevrolet Camaro    | USAC (Indycar)        |
| VI       | 1979 | Mario Andretti                    | Chevrolet Camaro    | FIA (Formula 1)       |
| VII      | 1980 | Bobby Allison                     | Chevrolet Camaro    | NASCAR (Winston Cup)  |
| VIII     | 1984 | Cale Yarborough                   | Chevrolet Camaro    | NASCAR (Winston Cup)  |
| IX       | 1985 | Harry Gant                        | Chevrolet Camaro    | NASCAR (Winston Cup)  |
| X        | 1986 | Al Unser, Jr.                     | Chevrolet Camaro    | CART (Indycar)        |
| XI       | 1987 | Geoffrey Bodine                   | Chevrolet Camaro    | NASCAR (Winston Cup)  |
| XII      | 1988 | Al Unser, Jr. (2)                 | Chevrolet Camaro    | CART (Indycar)        |
| XIII     | 1989 | Terry Labonte                     | Chevrolet Camaro    | NASCAR (Winston Cup)  |
| XIV      | 1990 | Dale Earnhardt                    | Dodge Daytona       | NASCAR (Winston Cup)  |
| XV       | 1991 | Rusty Wallace                     | Dodge Daytona       | NASCAR (Winston Cup)  |
| XVI      | 1992 | Ricky Rudd                        | Dodge Daytona       | NASCAR (Winston Cup)  |
| XVII     | 1993 | Davey Allison & Terry Labonte (2) | Dodge Daytona       | NASCAR (Winston Cup)  |
| XVIII    | 1994 | Mark Martin                       | Dodge Avenger       | NASCAR (Winston Cup)  |
| XIX      | 1995 | Dale Earnhardt (2)                | Dodge Avenger       | NASCAR (Winston Cup)  |
| XX       | 1996 | Mark Martin (2)                   | Pontiac Trans Am    | NASCAR (Winston Cup)  |
| XXI      | 1997 | Mark Martin (3)                   | Pontiac Trans Am    | NASCAR (Winston Cup)  |
| XXII     | 1998 | Mark Martin (4)                   | Pontiac Trans Am    | NASCAR (Winston Cup)  |
| XXIII    | 1999 | Dale Earnhardt (3)                | Pontiac Trans Am    | NASCAR (Winston Cup)  |
| XXIV     | 2000 | Dale Earnhardt (4)                | Pontiac Trans Am    | NASCAR (Winston Cup)  |
| XXV      | 2001 | Bobby Labonte                     | Pontiac Trans Am    | NASCAR (Winston Cup)  |
| XXVI     | 2002 | Kevin Harvick                     | Pontiac Trans Am    | NASCAR (Busch Series) |
| XXVII    | 2003 | Kurt Busch                        | Pontiac Trans Am    | NASCAR (Winston Cup)  |
| XXVIII   | 2004 | Matt Kenseth                      | Pontiac Trans Am    | NASCAR (Nextel Cup)   |
| XXIX     | 2005 | Mark Martin (5)                   | Pontiac Trans Am    | NASCAR (Nextel Cup)   |
| XXX      | 2006 | Tony Stewart                      | Pontiac Trans Am    | NASCAR (Nextel Cup)   |